# Vlatko Kovačević

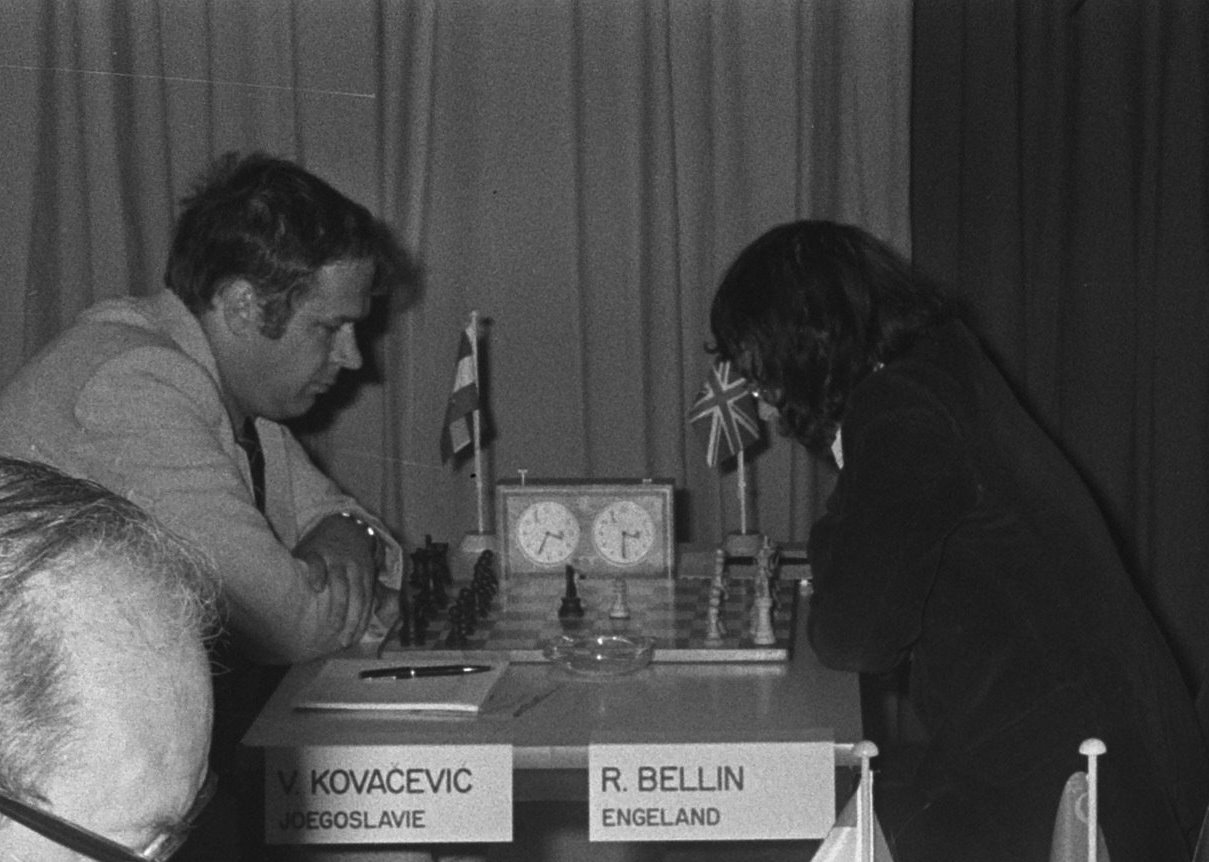
Kovačević vs. Robert Bellin (1973)

Vlatko (Vladimir, Vlado) Kovačević  (* 26. März 1942 in Dubrovnik) ist ein kroatischer Schachgroßmeister.

## Turnierspieler
International bekannt wurde Vlatko Kovačević 1970, als er bei einem Turniersieg von Robert James Fischer den 9. Platz in Rovinj–Zagreb teilte, Fischer aber in der direkten Partie schlagen konnte. 1976 kam dann sein Durchbruch. Er gewann ein Turnier in Sombor und fuhr einen geteilten Sieg in Virovitica ein. 1977 teilte er sich den Sieg beim Turnier in Karlovac, gewann 1979 in Zagreb und in Virovitica. Weitere Siege folgten: Maribor 1980, Tusla 1981, Zagreb 1986. Kovačević wurde von der FIDE 1970 zum Internationalen Meister und 1976 zum Großmeister ernannt. Seine höchste Elo-Zahl war 2560 im Jahre 1982.

## Nationalmannschaft
Kovačević nahm an sechs Schacholympiaden teil. 1982, 1984 und 1988 spielte er dabei für die jugoslawische Nationalmannschaft. 1990 errang er seinen größten Erfolg bei einer Olympiade. Jugoslawien stellte als Gastgeber eine zusätzliche B-Mannschaft, in der Kovačević am 4. Brett spielte und insgesamt drittbester Spieler des Turniers auf dieser Position wurde. 1992 und 1998 stand er in der Auswahl Kroatiens. Ferner erreichte er mit Jugoslawien bei den Mannschaftseuropameisterschaften 1983 und 1989 jeweils den zweiten Platz.

## Werke
- Sverre Johnsen, Vlatko Kovačević: Gewinnen mit dem Londoner System, London, Gambit, 2008, ISBN 978-1-904600-79-4.